# Буркітти
Буркітти́ (каз. Бүркітті) — станційне селище у складі Каркаралінського району Карагандинської області Казахстану. Входить до складу Киргизького сільського округу.
До 2002 року селище називалось Талдінка.

## Населення
Населення — 162 особи (2021; 206 у 2009, 281 у 1999, 382 у 1989).
Національний склад станом на 1989 рік:
- казахи — 100 %.